# Nic Erkens
Nicolas Egidius Erkens (Maastricht, 10 oktober 1894 - Fort bij Rijnauwen, 9 oktober 1943) was een militair en Nederlands verzetsstrijder tĳdens de Tweede Wereldoorlog. Hij was oprichter van de Groep Erkens.

## Voor de Tweede Wereldoorlog
Nic Erkens was zoon van Jan Michiel Erkens (∗ 19 juli 1844 in Geleen) en Maria Ida Gorissen (∗ 1858 Opgrimbie). Hij volgde van 1913 tot 1915 het gymnasium in het internaat van Rolduc (in Kerkrade) om priester te worden, maar daarna studeerde hij rechten. Die studie kon Erkens niet voltooien omdat hij gemobiliseerd werd kort voordat de Eerste Wereldoorlog losbarstte. Na die oorlog was hij een tijd lang journalist. Uiteindelijk verliet Erkens de redactie om de meertalige handelscorrespondentie van de buizenfabriek van de familie Hustinx in Luik te gaan doen. Zo leerde hij Bertha Hustinx (∗ 23 april 1886) kennen. Ze trouwden en vestigden zich in Luik. Door zijn huwelijk werd Erkens volkomen tweetalig. Dat maakte hem bij uitstek geschikt om na de inval van de Duitsers op 10 mei 1940 grensoverschrijdend verzetswerk te gaan doen.

## Tweede Wereldoorlog
Door de mobilisatie aan de vooravond van de Tweede Wereldoorlog kwam Nic Erkens weer in Nederland terecht, bij de Etappen-intendance in Rotterdam, die zorgde voor de logistiek van voeding en kleding van de Nederlandse Landmacht. Vanaf dat moment verloopt het leven van Nic Erkens alleen nog maar binnen de Groep Erkens.
Als gevolg van het Hannibalspiel van het filiaal in Groningen van de Marine-Abwehr in Wilhelmshaven, werd ook Nic Erkens gearresteerd op 11 november 1942. De historicus Jan Van Lieshout schrijft over de behandeling door de sadist Richard Nitsch: Het verhoor van Nic Erkens had alles van een middeleeuws heksenproces. Marteling volgde op marteling Op 11 augustus 1943 werd hij in Utrecht ter dood veroordeeld. Hij is gefusilleerd op 9 oktober 1943 in Fort Rijnauwen (Bunnik, prov. Utrecht), waar hij op een gedenksteen in het huidige oorlogsmonument staat vermeld, zie afbeelding. Omdat hij laatstelijk in Luik stond ingeschreven is zijn urn in die stad bijgezet.

## Dapperheidsonderscheiding
Postuum werd hem bij Koninklijk Besluit nr. 29 d.d. 12 mei 1951 de Bronzen Leeuw verleend voor "moedige daden in Rotterdam in mei 1940 en belangrijk verzetswerk".